# Thymétès fils d'Oxyntès
Pour les articles homonymes, voir Thymétès.
Dans la mythologie grecque, Thymétès ou Thymoétès (en grec ancien Θυμοίτης / Thymoítês, en latin Thymoetes), fils d'Oxyntès et frère d'Aphéidas, est le quinzième roi légendaire d'Athènes.
Lors d’un conflit opposant les Athéniens aux Béotiens pour une question de frontières et notamment la ville d’Œnoé, il est décidé qu’un combat singulier entre les deux rois déciderait de l'issue de la guerre. Thymétès, par peur, annonça qu’il céderait son royaume à celui qui irait combattre à sa place. Mélanthos se porta volontaire, gagna le combat contre le roi béotien Xanthos et devient roi d’Athènes.

## Sources
- Pausanias, Description de la Grèce [détail des éditions] [lire en ligne] (II, 18, 9).
- Conon, Narrations [détail des éditions] [lire en ligne] (XXXIX).